# Ostergrab

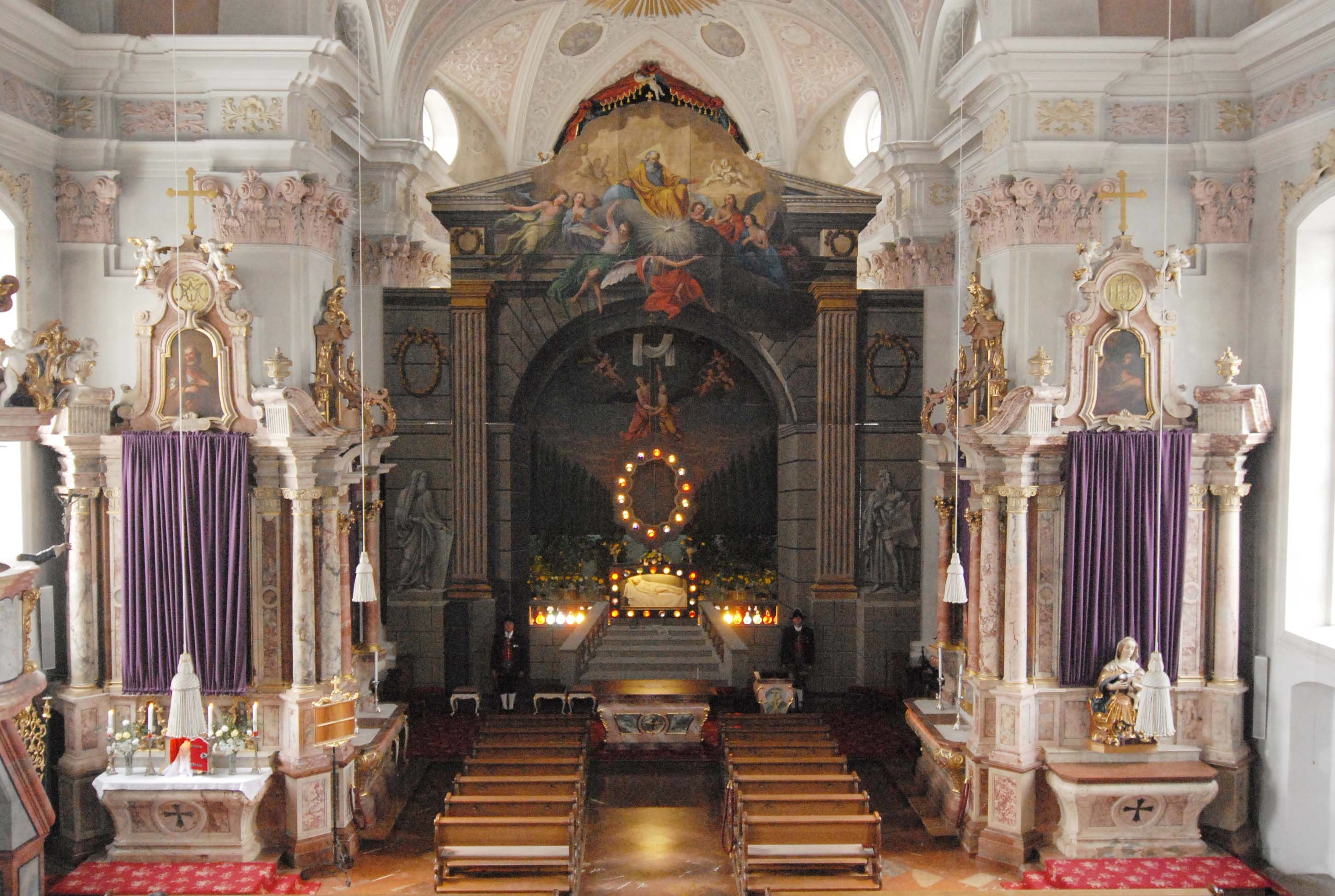
Temporäres Ostergrab auf dem Hochaltar in der Dekanatspfarrkirche St. Johann in Tirol

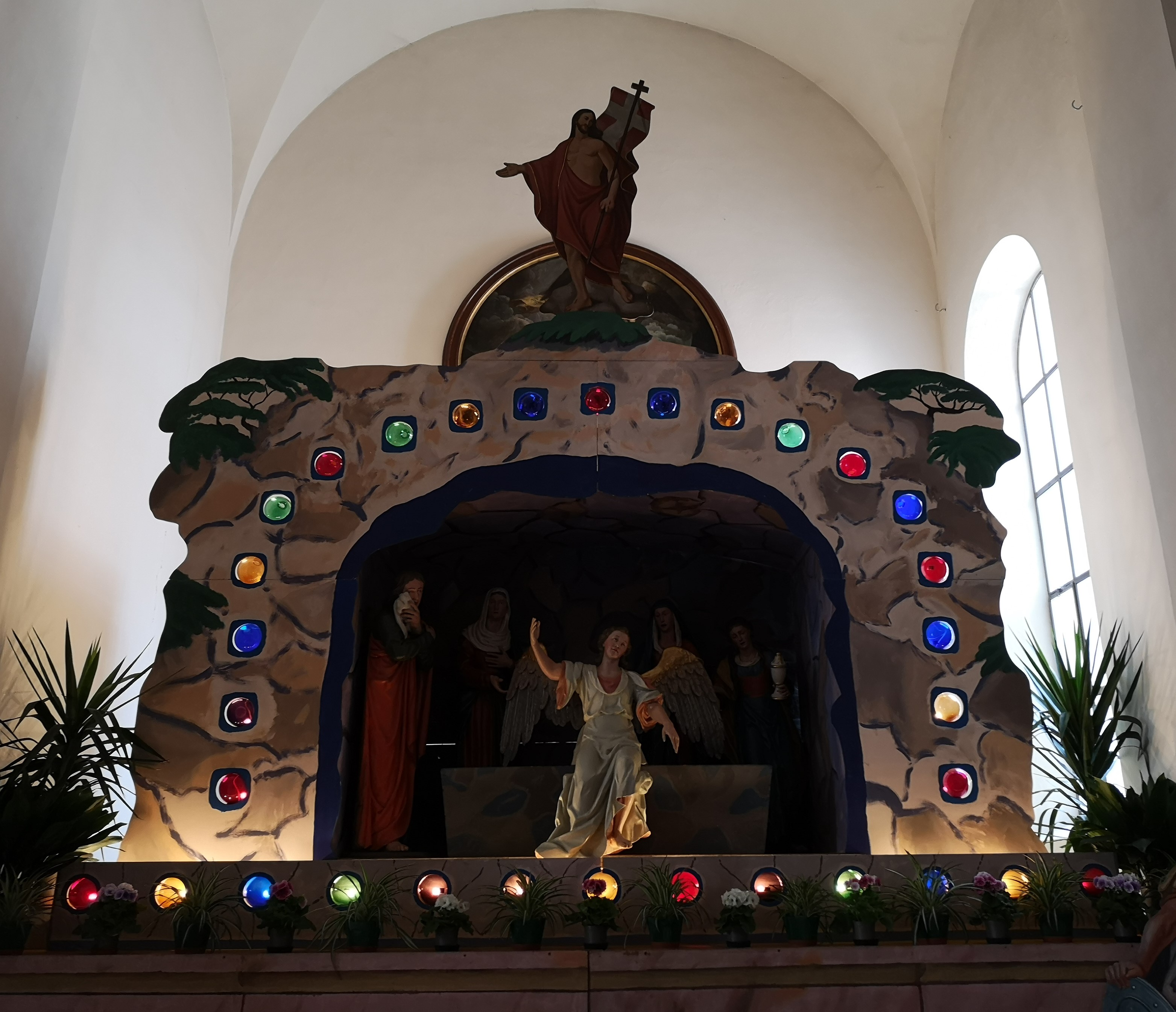
Ostergrab in der Bozener Franziskanerkirche

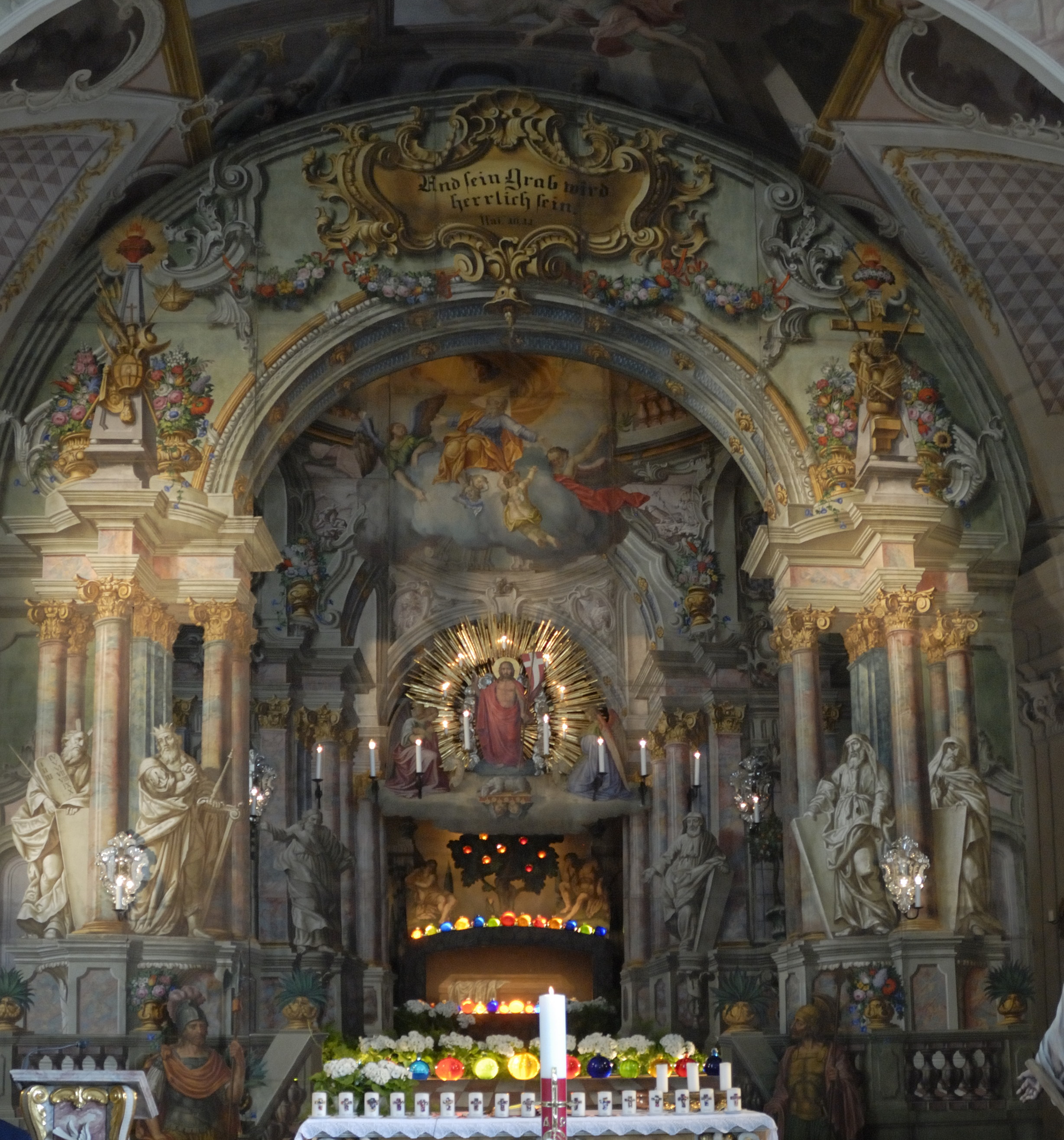
Heiliges Grab in der Pfarrkirche Patsch in Tirol

Ein Ostergrab ist ein barocker Kulissenaltar, der auch heute noch zur Osterzeit in zahlreichen Südtiroler und Tiroler Kirchen zu finden ist. Diese kulturhistorische Besonderheit stammt aus dem 17. Jahrhundert und sollte dem Kirchenvolk das wichtigste Ereignis des christlichen Glaubens anschaulich machen, die Auferstehung Jesu Christi.
In der zweiten Hälfte des 20. Jahrhunderts – speziell in den 1970er-Jahren –  wurden viele Ostergräber für „unzeitgemäß“ erklärt und verstaut. Mit Beginn des 21. Jahrhunderts hat ein Umkehrtrend eingesetzt, und man begann diese Kostbarkeiten wieder hervorzuholen und zu restaurieren.
Zu den bekannten Ostergräbern zählen das in der Pfarrkirche von Patsch bei Innsbruck, das in der Pestkapelle in Imst und das in der Pfarrkirche von Telfes im Stubai.
Außerhalb des süddeutsch-alpenländischen Kulturraumes gab es ebenfalls Heilige Gräber. Aus der ersten Hälfte des 20. Jahrhunderts werden einige aus dem Münsterland, dem Sauerland und vor allem aus der Paderborner Hochfläche erwähnt. Im Erzbistum Paderborn gibt es in St. Kilian (Letmathe) ein Ostergrab. Heute noch errichtet werden welche in der St.-Maximilian-Kirche in Haren-Rütenbrock. und in St. Martinus (Borsum). oder sogar in „historistischen Großstadtkirchen“ wie St. Afra (Berlin). Die Stiftskirche Metelen besitzt Reste eines Ostergrabes aus der Barockzeit., ebenso die Kirche St. Magnus in Everswinkel. Ein weiteres aktuelles Heiliges Grab gibt es in St. Vitus (Breitenworbis). und in St. Mariä Himmelfahrt (Schirgiswalde).
Die Stiftskirche Grauhof besitzt ein gut erhaltenes barockes Ostergrab aus dem Jahr 1735. Über dieses Ostergrab wurde im Hornemanninstitut Hildesheim eine Hochschularbeit verfasst.
Das in weiten Teilen wiederaufgefundene barocke Ostergrab von Stift Neuzelle ist in einem eigenen Museum ausgestellt.

## Weblinks

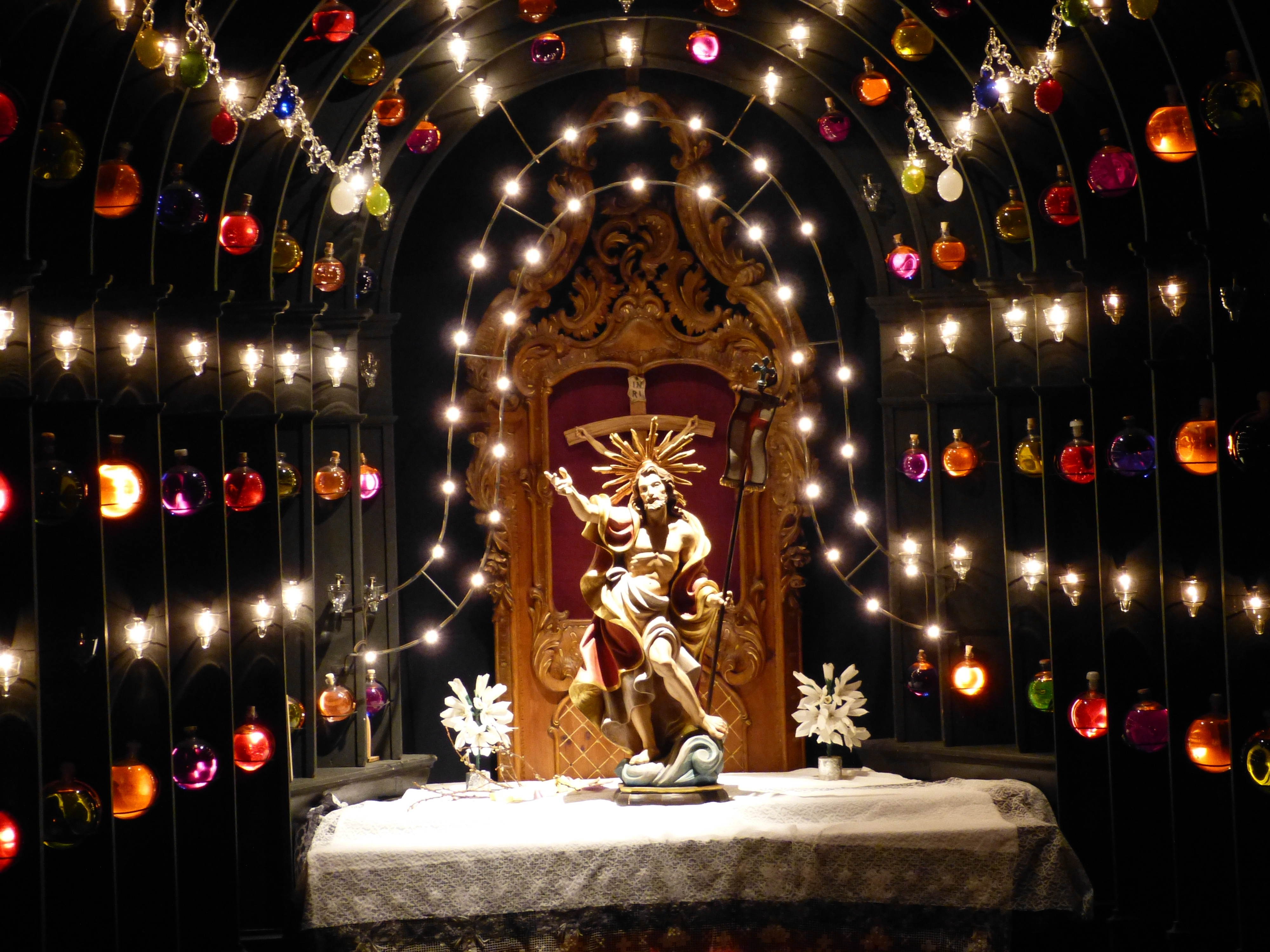
Ostergrab, Heimatstube Schwarzenberg im Böhmerwald